# Acidostoma molariferum
Acidostoma molariferum är en kräftdjursart. Acidostoma molariferum ingår i släktet Acidostoma och familjen Lysianassidae. Inga underarter finns listade i Catalogue of Life.